# Уэст, Гордон
Гордон Уэст (англ. Gordon West; 24 апреля 1943 — 10 июня 2012) — английский футболист, вратарь. Прежде всего известен по выступлениям за клуб «Эвертон», а также национальную сборную Англии.

## Карьера

### Клубная
В профессиональном футболе дебютировал в 1960 году выступлениями за клуб «Блэкпул», в котором провел два сезона, приняв участие в 31 матче чемпионата.
Своей игрой за эту команду привлек внимание представителей тренерского штаба клуба «Эвертон», к составу которого присоединился в 1962 году. Сыграл за клуб из Ливерпуля следующие одиннадцать сезонов своей игровой карьеры. Большую часть времени, проведенного в составе «Эвертона», был основным голкипером команды.
Завершил профессиональную игровую карьеру в низшелиговом клубе «Транмир Роверс», за который выступал на протяжении 1976-1979 годов.

### Сборная
В 1968 году дебютировал в официальных матчах в составе национальной сборной Англии. В течение карьеры в национальной команде, которая длилась всего 2 года, провел в форме главной команды страны 3 матча.
В составе сборной был участником чемпионата Европы 1968 года в Италии, на котором команда завоевала бронзовые награды.